# Pamela Nash
Pamela Nash (Airdrie, 24 de junho de 1984) é uma política britânica. Filiada ao Partido Trabalhista, foi membro da Câmara dos Comuns pelo distrito de Airdrie and Shotts entre 2010 e 2015.
Durante seu mandato como parlamentar, Nash era a mais jovem integrante da câmara baixa do parlamento inglês.

## Início de vida e carreira
Pamela Nash nasceu em Airdrie, North Lanarkshire, e foi educada em escolas da região. Nash perdeu sua mãe e seu padrasto quando tinha 17 anos. Após o ensino médio, passou seu primeiro verão como voluntária em uma escola em Nieri, no Quênia, e posteriormente em Uganda quando estava na universidade. Nash estudou na Universidade de Glasgow, especializando-se em direitos humanos e desenvolvimento internacional.
Nash era a oficial parlamentar dos Young Fabians e integrou o Parlamento Jovem Escocês, onde atuou no comitê executivo e na Comissão de Assuntos Externos. Fez estágio com o deputado John Reid durante um ano e posteriormente foi empregada por um período de três anos como sua assistente parlamentar.

## Carreira política
Em 2010, Nash foi selecionada como a candidata do Partido Trabalhista no distrito de Airdrie e Shotts em uma lista formada unicamente por mulheres que, na época, provou ser uma questão polêmica. O presidente do círculo eleitoral, Brian Brady, renunciou ao cargo. No entanto, 80 por cento dos trabalhistas do distrito eleitoral participaram do processo de seleção. Nash acabou sendo eleita para o cargo, substituindo John Reid, que se aposentou. Ela obteve uma maioria de 12.408 votos sobre o candidato do SNP e, aos 25 anos de idade, tornou-se a deputada mais jovem da Câmara dos Comuns, também chamado de Baby of the House. O líder dos trabalhistas no Parlamento escocês, Iain Gray, disse que ela tinha um "grande futuro na política escocesa."
Nash foi a Secretária Parlamentar de Jim Murphy, Secretário de Estado para o Desenvolvimento Internacional no Governo Sombra. Também Anteriormente, foi a Secretária Parlamentar de Margaret Curran, o Secretária de Estado para a Escócia no Governo Sombra, e de Vernon Coaker, o Secretário de Estado para a Irlanda do Norte no Governo Sombra. Também foi membro do Comitê Seletivo de Ciência e Tecnologia, do Comitê Seleto de Assuntos Escoceses e o Comitê Espacial Parlamentar.
Após a morte do deputado trabalhista David Cairns, foi eleita presidente do Grupo Parlamentar de Todos os Partidos contra a AIDS e HIV. Além disso, foi tesoureira do Grupo Parlamentar de Todos os Partidos contra a Esclerose Múltipla, a secretária do Grupo Parlamentar de Todos os Partidos pela Habitação Sustentável e fundou e presidiu o Grupo Parlamentar de Todos os Partidos contra o Desemprego Juvenil.
Em setembro de 2010, Nash decidiu apoiar David Miliband na disputa pela liderança do Partido Trabalhista. Em 2 de dezembro de 2010, Nash participou de um debate da BBC sobre as diferenças de idade na política e a sociedade em geral com o deputado conservador Bill Cash. Neste período, prometeu se opor à revogação da Hunting Act 2004, que proibiu a caça de mamíferos selvagens com cães de caça.
Em 2015, Nash concorreu à reeleição. Ela fez campanha em assuntos como a lista negra em empregos, violações do salário mínimo nacional, fechamento das estações policiais locais e o Bedroom Tax. Na eleição interna dos trabalhistas, Nash foi selecionada novamente por uma pequena diferença: 55 trabalhistas votaram por selecioná-la novamente, enquanto 37 se opuseram. Na eleição geral, Nash perdeu seu assento para Neil Gray, do Partido Nacional Escocês, que ganhou por uma maioria de 8.779 votos.
Em agosto de 2017, anunciou-se que Nash seria a próxima Chefe Executiva da Escócia na União, em sucessão a Graeme Pearson.